# كفر حجازي (الجيزة)
قرية كفر حجازي هي إحدى القرى التابعة لمركز منشأة القناطر في محافظة الجيزة في جمهورية مصر العربية. حسب إحصاءات سنة 2006، بلغ إجمالي السكان في كفر حجازي 11382 نسمة، منهم 5763 رجل و5619 امرأة.

## التاريخ
قرية كفر حجازي من القرى الحديثة التي تكونت رسميًا بفصلها من أراضي قرية أم دينار، سنة 1933م.